# باربرا نيكل
باربرا نيكل (بالإنجليزية: Barbara Nickel)‏ (22 يونيو 1966، ساسكاتون في كندا)؛ كاتِبة وشاعرة كندية. درست في جامعة كولومبيا البريطانية.